# Hatay (provinca)
Hatay je provinca v južni Turčiji, ki na severu meji na preostanek Turčije, na zahodu na Sredozemsko morje, na jugu in vzhodu pa na Sirijo. Središče province je mesto Antakya.
Površina province je 5.545 km2 in je ob popisu leta 1990 štela 1.002.252 prebivalcev. Glavno mesto je Antakya, nekdanja Antiohija. Najpomembnejše mesto je İskenderun, nekdanja Aleksandreta. 
Hatay je v sklopu Otomanskega imperija bil aleksandretski sandžak, večnarodnostno območje, kjer so živeli Turki, Arabci, maroniti, Armenci, Judje in Grki. Po 1. svetovni vojni je skupaj z današnjo Sirijo in Libanonom postal del Francoske mandatne Sirije. 
Leta 1936 je Atatürk od Društva narodov zaradi turške večine v provinci zahteval priključitev k Turčiji. Naslednje leto je dobila avtonomijo, leta 1938 pa je prišlo do nemirov med Arabci in Turki, ki so nasprotovali priključitvi k Siriji in razglasili »neodvisno republiko«. Po teh nemirih so Francozi povabili turško vojsko, da bi skupaj nadzorovali volitve v »Republiki Hatay«. Turki so omogočili voljenje tudi mnogim prebivalcem sosednjih provinc Adana in Gaziantep, tako so prepričljivo zmagale proturške stranke, predsednik pa je postal Tayfur Sökmen, ki je bil istočasno tudi poslanec turškega parlamenta. Leta 1939 je parlament izglasoval priključitev k Turčiji, do katere je formalno prišlo 23. junija, ko je Francija popustila zaradi domačih priprav na prihajajočo 2. svetovno vojno in da bi Turčija v tej vojni ostala nevtralna. 
Uradni Damask ni nikoli priznal te priključitve in provinco še vedno zahteva zase. Zaradi tega je v odnosih med državama večkrat prišlo do napetosti. V Siriji natisnjeni zemljevidi to provinco še danes označujejo za sporno ali pa jo prikazujejo kot del Sirije.

## Okrožja
- Altınözü
- Antakya
- Belen
- Dörtyol
- Erzin
- Hassa
- İskenderun
- Kırıkhan
- Kumlu
- Reyhanlı
- Samandağ
- Yayladağı